# تشارلز هاريس (لاعب كرة قدم أمريكية)
تشارلز هاريس (بالإنجليزية: Charles Harris)‏ هو لاعب كرة قدم أمريكية أمريكي، ولد في 6 مارس 1995 في كانساس سيتي في الولايات المتحدة.

## وصلات خارجية
- تشارلز هاريس على موقع مرجع كرة القدم المحترفة.كوم (الإنجليزية)